# 6e armée (France)
Pour les articles homonymes, voir 6e armée.
La 6e armée française est une unité de l'armée de terre française qui combat durant la Première et la Seconde Guerre mondiale.

## Création et différentes dénominations
- 26 août 1914 : création de la 6e armée, à la suite de la dissolution de l’armée de Lorraine.
- 26 décembre 1939 : renommée armée des Alpes.

## Commandement

### Les chefs de la6earmée
- 26 août 1914 - 13 mars 1915 : général Maunoury
- 13 mars 1915 - 26 février 1916 : général Dubois
- 26 février - 19 décembre 1916 : général Fayolle
- 19 décembre 1916 - 4 mai 1917 : général Mangin
- 4 mai - 11 décembre 1917 : général Maistre
- 11 décembre 1917 - 10 juin 1918 : général Duchêne
- 10 juin - 11 septembre 1918 : Général Degoutte[1]
- 15 octobre - 18 novembre 1918 : général de Boissoudy
- 18 novembre 1918 : général Degoutte

- 2 septembre 1939 : général Besson
- 16 octobre 1939 - 1er juillet 1940 : général Olry
- 1940 : général Touchon

### Chefs d'état-major
- 26 août - 29 décembre 1914 : colonel Guillemin
- 29 décembre 1914 - 8 décembre 1915 : colonel Brécard
- 8 décembre 1915 - 26 septembre 1916 : colonel Duval
- 26 septembre - 1er décembre 1916 : colonel Putois
- 1er décembre 1916 - 2 janvier 1917 : colonel Duval
- 2 janvier - 2 septembre 1917 : colonel Daugan
- 2 septembre 1917 - 4 janvier 1918 : colonel Hergault
- 4 janvier 1918 - : colonel Brion

## Première Guerre mondiale

### Composition en août 1914
La 6e armée française  est formée le 26 août 1914, elle est composée de troupes hétéroclites provenant des différentes armées françaises : 2 corps d'armée d'active, le 4e et le 7e corps d'armée détachés respectivement de la 3e armée et de la 1re armée françaises, des 5e et 6e groupes de divisions de réserve, des 45e et 37e divisions d'infanterie, de la brigade de chasseurs indigènes et du corps de cavalerie de Sordet.

#### 4ecorpsd'armée
Constitué au Mans, il est formé des 7e et 8e divisions d'infanterie.
- 7e division d'infanterie
- 8e division d'infanterie
- Régiments d'infanterie (rattachés au 4e CA) :
  - 315e régiment d'infanterie
  - 317e régiment d'infanterie
- Cavalerie (rattachée au 4e CA) :
  - 14e régiment de hussards (4 escadrons)
- Artillerie (rattachée au 4e CA) :
  - 44e régiment d'artillerie de campagne (4 groupes)
- Génie (rattaché au 4e CA) :
  - 6e régiment du génie (compagnies 4/3, 4/4, 4/16, 4/21)
- Autres (rattaché au 4e CA) :
  - 4e escadron du train des équipages militaires
  - 4e section de secrétaires d'état-major et du recrutement
  - 4e section d'infirmiers militaires
  - 4e section de commis et ouvriers militaires d'administration

#### 7ecorpsd'armée
Venant de Besançon, il est composé de deux divisions d'infanterie et d'éléments organiques de corps d'armée, sous le commandement direct du général commandant le corps d'armée.
- 14e division d'infanterie
- 63e division d'infanterie
- Régiments d'Infanterie (rattachés au 7e CA) :
  - 352e régiment d'infanterie
  - 45e bataillon de chasseurs à pied
  - 47e bataillon de chasseurs alpins
  - 63e bataillon de chasseurs alpins
  - 64e bataillon de chasseurs alpins
  - 67e bataillon de chasseurs alpins
- Cavalerie (rattachée au 7e CA) :
  - 11e régiment de chasseurs (4 escadrons)
- Artillerie (rattachée au 7e CA) :
  - 5e régiment d'artillerie de campagne (4 groupes 75)
- Génie (rattaché au 7e CA) :
  - 7e régiment du génie (compagnies 7/3, 7/4, 7/16, 7/21)
- Autres (rattaché au 7e CA) :
  - 7e escadron du train des équipages militaires
  - 7e section de secrétaires d'état-major et du recrutement
  - 7e section d'infirmiers militaires
  - 7e section de commis et ouvriers militaires d'administration

#### 5egroupede divisions de réserve
- 55e division d’infanterie de réserve.
- 56e division d’infanterie de réserve.

#### 6egroupede divisions de réserve
- 61e division d’infanterie de réserve.
- 62e division d’infanterie de réserve.

#### Autres troupes rattachées à la6earmée
- 37e division d’infanterie.
- 45e division d’infanterie.
- Brigade de chasseurs indigènes du Maroc.

### Historique

#### 1914
- 28 - 30 août : constitution dans la région Péronne, Amiens, Montdidier ; couverte par le 7e corps d'armée et le Corps de cavalerie Sordet.
- 30 août - 5 septembre : repli par les lignes successives, l'Avre le 30 août, Verberie (armée britannique) - Clermont - Bresles le 31 août, Senlis (armée britannique) - Clermont le 1er septembre, Senlis (armée britannique) - Creil - le Thérain le 2 septembre, jusqu'à la ligne Montgé-en-Goële - Dammartin-en-Goële - Villaines-sous-Bois - Ableiges le 4 septembre.
- 5 - 10 septembre : mouvement vers la ligne Penchard - Ver-sur-Launette. Engagée dès le 5 septembre dans la bataille de l'Ourcq (bataille de la Marne) : offensive en direction de l'Ourcq avance sur le front Chambry - Puisieux - Betz le 6 septembre ; puis jusqu'au 10 septembre résistance à la contre-attaque allemande sur le front précité, repli vers Chèvreville - Nanteuil-le-Haudouin.
- 10 - 15 septembre : poursuite des troupes allemandes en retraite par les lignes successives : Mareuil-sur-Ourcq (armée britannique) - Villers-Saint-Genest - Borest le 10 septembre, Vierzy (armée britannique) - Pierrefonds - Verberie le 11 septembre, l'Aisne de Soissons (armée britannique) à la forêt de Compiègne le 13 septembre, jusque sur le front : nord de Soissons (armée britannique) - Tartiers - Nouvron-Vingré - Audignicourt - Nampcel le 14 septembre.
- 15 - 21 septembre : engagée dans la première bataille de l'Aisne, tentatives de rupture du front allemand et d'enveloppement de son aile droite, par l'extension successive de la ligne de bataille :

15 septembre : extension vers Cuts.
16 septembre : extension vers Pimprez, l'Écouvillon.
19 septembre : à la suite d'un repli de la droite sur la ligne Tracy-le-Mont - Béthancourt-en-Valois, extension vers Ressons-sur-Matz - Mortemer.
- 21 septembre - 13 octobre : stabilisation et organisation du front : Missy-sur-Aisne (armée britannique), Soissons, Fontenoy, Hautebraye, Tracy-le-Mont, l'Oise, (liaison avec la 2e armée, placée le 21 septembre à gauche de la 6e armée).
- 13 - 31 octobre : relève de l'armée britannique, extension du front, vers la droite jusqu'à Chavonne, puis jusqu'à la route reliant Paissy à Ailles.

17 octobre : réduction du front à l'écluse de Moussy-sur-Aisne (5e armée).
- 31 octobre - 3 novembre : violentes attaques allemandes vers Vailly-sur-Aisne. Le 3 novembre, réduction du front, à droite, jusqu'à Condé-sur-Aisne (5e armée).

#### 1915
- 8 - 13 janvier : attaque française sur le plateau de Crouy et contre-attaque allemande.
- 6 - 16 juin : attaque et saillant de Quennevières.
- 1er juillet : extension du front à gauche jusqu'à Andechy.
- 2 août : extension du front à gauche jusqu'à La Boisselle (armée britannique), par suite du retrait de la 2e armée.
- 4 août : réduction du front, à droite jusqu'à Pernant (5e armée). À partir du 11 août, réduction du front, à gauche jusqu'à la Somme vers Frise, à la suite d'une relève par l'armée britannique.
- août - septembre : des relèves successives par l'armée britannique ramènent, le 20 septembre, la limite gauche du front à Vermandovillers (armée britannique).
- 22 octobre : extension du front, à gauche jusqu'à la Somme (armée britannique), par relève de l'armée britannique.

#### 1916
- 28 janvier - 14 février : combats dans la région de Frise.
- 12 avril : limite droite ramenée à Armancourt, introduction de la 10e armée.
- 3 juin : limite gauche portée à Maricourt (armée britannique).
- 28 juin : limite droite ramenée à la voie ferrée entre Amiens et Chaulnes (10e armée).
- 1er - 26 juillet : engagée dans la bataille de la Somme. Le 1er juillet, enlèvement de la première position allemande de Maricourt à la route reliant Amiens à Péronne. Prises successives d'Assevillers le 2 juillet, de Flaucourt le 3 juillet ; de Hem, d'Estrées-Deniécourt, de Belloy-en-Santerre le 4 juillet, d'Hardecourt-aux-Bois le 8 juillet, de Biaches le 9 juillet.
- 26 juillet : limite droite ramenée à la route reliant Lihons à Rosières-en-Santerre (10e armée).
- 5 août : limite droite ramenée à 1 500 mètres au nord de Belloy-en-Santerre (10e armée).
- 7 - 12 août : attaques françaises sur le bois de Hem.
- 13 - 22 août : attaques françaises dans la région de Maurepas.
- 22 août - 8 septembre : limite droite ramenée au nord de Barleux (10e armée).

24 août : prise de Maurepas.
- 3 - 19 septembre : offensive générale sur tout le front de l'armée. Prise de Cléry-sur-Somme (3 septembre), d'Omiécourt (5 septembre), Bouchavesnes (12 septembre), de la ferme de Bois l'Abbé (13 septembre).
- 20 septembre : contre-attaque allemande sur le front Combles, ferme de Bois l'Abbé.
- 25 septembre - 7 octobre : attaques françaises sur tout le front de l'armée.

25 septembre : prise de Rancourt.
26 septembre : prise de Frégicourt et de Combles.
28 septembre : limite gauche (en liaison avec l'armée britannique) portée à Ginchy.
- 7 - 31 octobre : offensive générale de la 6e armée dans la région Combles, Sailly-Saillisel, suivis de combats locaux.
- 1er - 12 novembre : attaques françaises dans la région de Morval, de Saillisel et du bois de Saint-Pierre Vaast, suivies de contre-attaques allemandes.

11 novembre : limite droite ramenée à la Somme (10e armée).
- 12 décembre : retrait du front, après relève partielle par l'armée britannique.

#### 1917
- 6 janvier - 17 mars : occupation d'un secteur entre Troyon (5e armée) et Pernant (1re armée).

18 janvier : extension du front à droite jusqu'à la ferme d'Hurtebise (5e armée).
- 17 mars - 16 avril : repli allemand, poursuite des troupes allemandes par la gauche, franchissement de l'Aisne, avance jusqu'à Vauxaillon et aux abords de Laffaux ; puis organisation et défense des positions conquises jusqu'à Quincy-Basse. Continuation des préparatifs d'offensive.
- 16 avril - 7 mai : engagée dans la bataille du Chemin des Dames, prise de Vailly-sur-Aisne, de Braye-en-Laonnois, de Laffaux, Nanteuil-la-Fosse.

5 - 7 mai : combats violents au moulin de Laffaux et à l'Épine de Chevreny.
21 avril : introduction de la 10e armée sur le front à droite de la 6e armée, limite droite maintenue à la ferme d'Hurtebise.
- 7 mai - 23 octobre : à partir du 7 mai, arrêt de l'offensive, défense et organisation des positions conquises sur le front : ferme d'Hurtebise (10e armée) - Cerny-en-Laonnois - Braye-en-Laonnois - Allemant - Quincy-Basse (3e armée). En mai et juin, nombreuses attaques allemandes sur le Chemin des Dames.

16 juillet : réduction du secteur, à droite, jusqu'à Braye-en-Laonnois (10e armée).
fin septembre - octobre : préparatifs d'offensive.
- 23 - 27 octobre : bataille de la Malmaison, offensive sur la Malmaison, prise de Pargny-Filain et progression jusqu'à l'Ailette.
- 28 octobre : à partir de cette date, organisation des positions conquises. Le 28 octobre, limite droite portée à la Miette (5e armée), par suite du retrait de la 10e armée.

#### 1918
- 18 janvier - 3 février : extension du secteur à gauche jusqu'à Urvillers (armée britannique), à la suite du retrait de la 3e armée. L'armée britannique vient occuper progressivement cette partie du front à partir du 26 janvier. Le 3 février, fin de la relève britannique, limite gauche ramenée à Barisis-aux-Bois (armée britannique).
- 21 mars - 6 avril : à partir du 21 mars, offensive allemande entre la Scarpe et l'Oise, sur le front britannique.

22 - 23 mars : intervention de la 6e armée dans la vallée de l'Oise (Bataille de Noyon), combats vers Tergnier.
23 mars : la 3e armée est introduite sur le front à gauche de la 6e armée. Limite gauche maintenue à Barisis-aux-Bois. Au cours du repli de la 3e armée durant la fin mars, la limite entre la 3e armée et la 6e armée suit le cours de l'Oise jusqu'au sud de Noyon.
29 mars : limite droite portée jusqu'aux cavaliers de Courcy (4e armée), par suite du retrait de la 5e armée.
3 avril : limite gauche sur l'Oise (3e armée).
- 6 - 9 avril : attaques allemandes sur le front Barisis-aux-Bois - basse forêt de Coucy, repli de cette partie du front sur la basse Ailette ; puis organisation et défense du front sur la rive sud de cette rivière.
- 5 mai : limite gauche ramenée à Varesnes.
- 27 mai - 5 juin : engagée dans la bataille de l'Aisne, offensive allemande sur le front Courcy - Leuilly-sous-Coucy ; puis à partir du 29 mai sur tout le front de la 6e armée. Repli sur la Marne et la forêt de Villers-Cotterêts.

début juin : organisation sur la ligne Trélou-sur-Marne (5e armée introduite le 29 mai sur le front), Vinly, région de Faverolles (limite avec la 10e armée introduite le 2 juin à la gauche de la 6e armée).
- 8 juillet : limite droite reportée sur Troissy (5e armée).
- 15 - 18 juillet : engagée dans la bataille de la Montagne de Reims, progression allemande au sud de la Marne. Repli de la droite de la 6e armée sur Comblizy et Saint-Agnan. Le 17 juillet, introduction de la 9e armée sur le front, à droite de la 6e armée, limite vers Vaux.
- 18 juillet - 2 août : engagée dans la 2e bataille de la Marne, offensive de la 6e armée entre la Marne et l'Ourcq, en direction de Courmont et de Fère-en-Tardenois. Jusqu'au 29 juillet, bataille du Soissonnais.

20 juillet : limite droite (9e armée) étendue jusque vers Jaulgonne.
25 juillet : retrait de la 9e armée dont le front est repris par la 5e armée.
29 juillet : front atteint Sainte-Gemme - Nanteuil-Notre-Dame.
- 29 juillet - 9 août : engagée dans la bataille de Tardenois, combats sur la ligne Cierges - Fère-en-Tardenois. À partir du 2 août, repli allemand, poursuite jusqu'à la Vesle. Organisation et défense du front entre Unchair (5e armée) et Limé (10e armée).
- 9 août : limite gauche portée à Braine (10e armée).
- 4 septembre : franchissement de la Vesle ; progression et combats vers Glennes.
- 7 septembre - 20 octobre : retrait du front, puis mouvement vers les Flandres. Le 19 octobre, occupation de Tielt et progression jusqu'à la Lys, atteinte entre Oyghem et Grammene.
- 20 - 31 octobre : engagée dans la bataille de la Lys et de l'Escaut, combats sur la Lys et organisation d'une tête de pont dans la région Deinze, Grammene. Le 31 octobre, offensive générale.
- 1er novembre : progression jusqu'à l'Escaut, atteint dans la région d'Audenarde et l'est de Nazareth.
- 9 - 11 novembre : à partir du 9 novembre, franchissement de l'Escaut ; prise d'Audenarde et poussée vers Bruxelles. Le 11 novembre, la ligne atteinte par la 6e armée passe par Elst, Roosebeke, Boucle-Saint-Blaise, Munkzwalm, Paulaethem.

## Seconde Guerre mondiale
Après la percée des Ardennes, le 13 mai 1940, le général Touchon se voit confier un « détachement d'armée » composé de troupes rassemblées à la hâte et chargé de contrer l'avancée allemande ; celui-ci ne peut qu'édifier une fragile barrière sur l'Aisne et l'Ailette, vers le sud.
Sa mise en place est facilitée par l'action des blindés du colonel de Gaulle commandant la 4e division cuirassée (4e DCr) opérant en avant dans la région de Laon (Batailles de Montcornet et Crécy-sur-Serre du 17 au 20 mai 1940).
L'ensemble, renommé 6e armée, se bat ensuite courageusement lorsque les Allemands attaquent sur l'Aisne le 9 juin, mais se désagrège dans la défaite et la retraite jusqu'en Bourgogne, face aux Panzers de Kleist et Guderian.